# Almost Normal
Almost Normal (en español: Casi normal) es una comedia dramática estadounidense del año 2005 dirigida por Marc Moody. 

## Sinopsis
Brad Jenkins, un profesor universitario gay de 40 años se siente inconforme con su vida, por lo que es transportado al pasado a su juventud donde lo gay es "normal" y la heterosexualidad no es aceptada. Brad tiene que decidirse entre permanecer en el pasado y ser "normal" o volver a su vieja vida. Un atleta local, que lo ignoraba anteriormente, ahora mantiene una relación sentimental con él. Sin embargo, Brad se siente atraído por una mujer - su cuñada en el mundo heteronormativo. Tarde o temprano, todos bailan con gente del sexo opuesto en el baile de graduación, aunque se encuentren en un mundo homonormativo. Brad decide entonces volver a su vida de profesor, y se siente asustado por el discurso homofóbico en la televisión.

## Reparto
- J. Andrew Keitch como Brad Jenkins.
- Joan Lauckner como Julie Erwin.
- Tim Hammer como Roland Davis.
- Nils Haaland como Terry.
- Kehry Anson Lane como Bill Dempson.
- Joel Egger como Dwayne Twillis.
- Virginia Smith como Doris Jenkins.
- Brad Buffum como Bob Jenkins.
- Mary Douglass como Louise Baker.
- Steve Balsarini como Halbert Baker.
- John Brennan como el Señor Thompson.
- Adam Jefferis como Steven Davis.
- Katherine Nora Leroy como Yolanda.
- Stan Brown como el Señor Fock.
- Eric Smith como Keith Stevens.

## Premios
- Almost Normal ganó el Mejor premio en el Festival de Cine de Breckenridge en el 2005.